# Keskin
Keskin – miasto w Turcji w prowincji Kırıkkale.
Według danych na rok 2000 miasto zamieszkiwało 34827 osób.